# Duravèl
Duravèl (en francès Duravel) és un municipi francès situat al departament de l'Òlt i a la regió d'Occitània.
El municipi té Duravèl com a capital administrativa, i també compta amb els agregats de la Riba, la Ginèsta, lo Tregèt, lo Camin de l'Onda, Girard, Peiragalèira, Camp-redon, Garin, l'Orador, los Boisses, lo Fornièr, Calasson i Mombrèt.

## Demografia
| 1962                                       | 1968 | 1975 | 1982 | 1990 | 1999 | 2007 |
| ------------------------------------------ | ---- | ---- | ---- | ---- | ---- | ---- |
| 823                                        | 983  | 911  | 875  | 894  | 882  | 928  |
| Des de 1962: població sense dobles comptes |      |      |      |      |      |      |

## Administració
| Període   | Identitat          | Partit |
| --------- | ------------------ | ------ |
| 2001-2008 | Jean Zambon        |        |
| 2008-     | Jacques Parmentier |        |